# میهین لانکا
میهین لانکا (به انگلیسی: Mihin Lanka) یک شرکت هواپیمایی با کد یاتا MJ است که در ۲۷ اکتبر ۲۰۰۶ میلادی تأسیس شده و در ۲۴ آوریل ۲۰۰۷ فعالیتش را آغاز کرده‌است. دفتر مرکزی میهین لانکا در کلمبو، سری‌لانکا واقع شده‌است و قطب این شرکت هواپیمایی در فرودگاه بین‌المللی باندرانیکی قرار دارد و به ۳۱ مقصد، پرواز انجام می‌دهد.